# دانييل روسين
دانييل روسين (بالألمانية: Daniel Rosin)‏ (18 مايو 1980 في ألمانيا - ) هو لاعب كرة قدم ألماني (وحمل سابقاً جنسية ألمانيا الشرقية) في مركز الدفاع. لعب مع آر بي لايبزيغ وألمانيا آخن وبايرن ميونخ الثاني وبايرن ميونخ ودينامو دريسدن ونادي ماغديبورغ وSV Wacker Burghausen ‏.

## وصلات خارجية
- دانييل روسين على موقع قاعدة بيانات كرة القدم.إي يو (الإنجليزية)
- دانييل روسين على موقع بيانات كرة القدم. دي إي (الألمانية)
- دانييل روسين على موقع عالم كرة القدم.نت (الإنجليزية)